# Próspero Fernández Oreamuno
| Próspero Fernández Oreamuno Presidenti della Costa Rica |                                           |
| Mandato d'ufficio:                                      | 20 luglio 1882 al 12 marzo 1885           |
| – Preceduto da:                                         | Tomás Guardia Gutiérrez (secondo mandato) |
| – Succeduto da:                                         | Bernardo Soto Alfaro                      |
| Data di nascita:                                        | 18 luglio 1834                            |
| Luogo di nascita:                                       | San José                                  |
| Data di morte:                                          | 12 marzo 1885                             |
| Luogo di morte:                                         | Atenas                                    |
| Partito:                                                |                                           |

Juan Primitivo Próspero Fernández Oreamuno (San José, 18 luglio 1834 – Atenas, 12 marzo 1885) è stato un politico costaricano, presidente della Costa Rica dal 1882 al 1885.
È particolarmente ricordato per aver espulso i Gesuiti dalla nazione nel 1884. Ha anche introdotto il matrimonio civile e legalizzato il divorzio.
Morì in carica subito dopo aver dichiarato guerra al Guatemala la quale, sotto il Generale Justo Rufino Barrios, aveva ripreso la riunificazione delle Province Unite dell'America Centrale.